# Puig Gros
Der Puig Gros ist ein 325 Meter hoher Berg bei Sant Feliu de Guíxols in Katalonien.
Der Berg befindet sich westlich von Sant Feliu de Guíxols im Massís de l’Ardenya. Er ist über eine unbefestigte nichtöffentliche Straße bzw. über Wanderwege erreichbar. Am höchsten Punkt befindet sich Sendeanlagen.

## Galerie

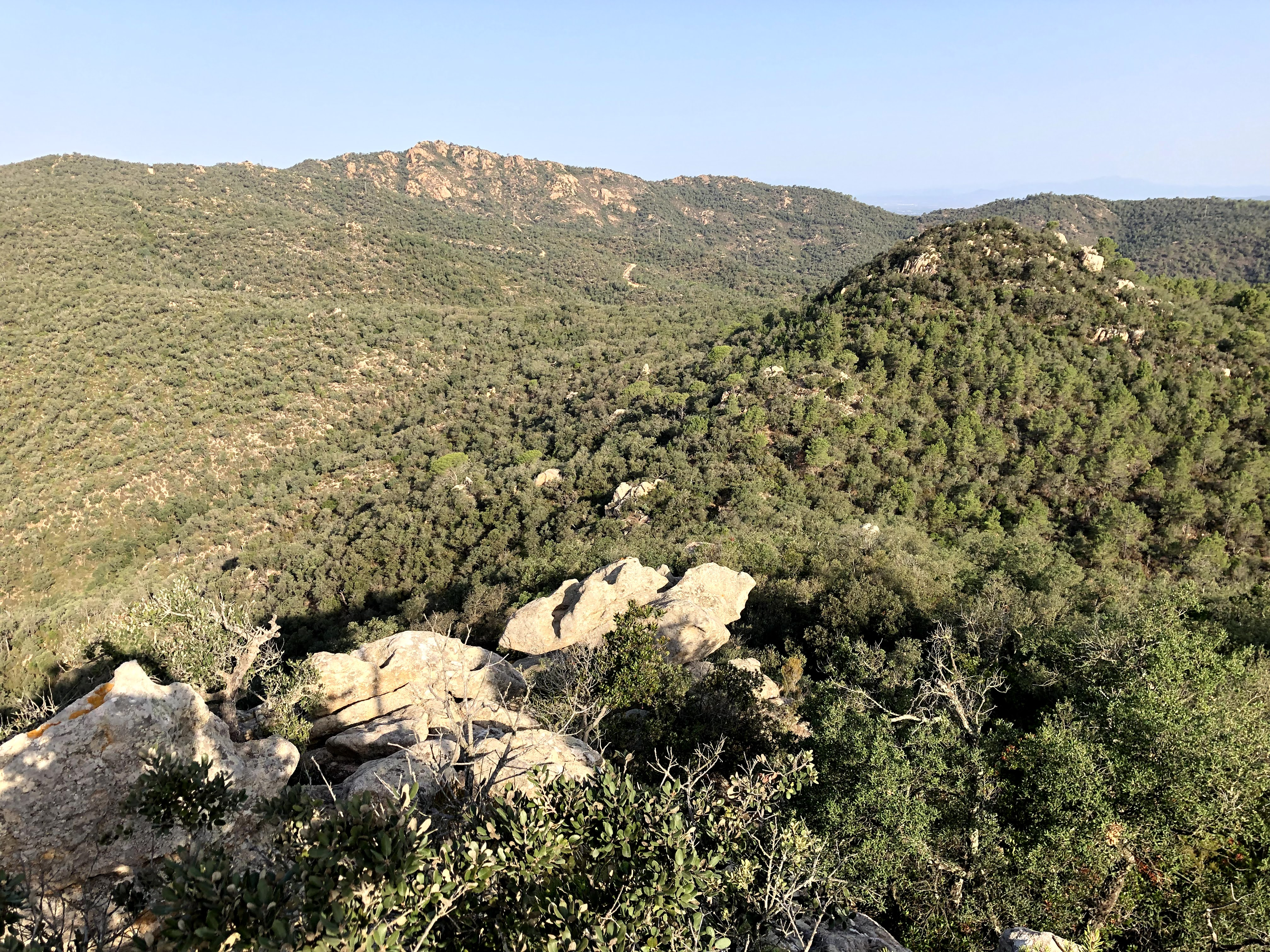
Blick zum Puig Badat